# 開元院
開元院（かいげんいん）は岐阜県瑞浪市日吉町平岩にある曹洞宗の寺院。山号は鷹巣山。

## 歴史
土岐氏ゆかりの寺であり、東濃地方における曹洞宗の本寺として末派寺院は三十箇寺を数え、美濃三刹の一つとして栄えた。
月泉正印は、大本山永平寺で修業した後に諸国を歴遷し備中洞松寺を経て、29歳の時に美濃へ至り、日吉村の平岩の山地を愛して庵居し座禅三昧の修行を行っていた。
鶴ヶ城主の土岐頼元は、日吉村で鷹狩の途中に深山の岩上に坐す月泉正印に出会い、人徳と叡智に心を打たれて深く帰依し、
永享11年（1439年）、自らが開基となって堂宇を創建し、その出会いから山号を鷹巣山として、
嘉吉3年（1443年）に、月泉正印が開山した。
その後、月泉正印は能登の総持寺祖院に出世したが、やがて開元院に戻り、文明2年（1470年）12月28日に63歳で没した。
ニ世住持の盛禅洞奭は、尾張福厳寺や恵那郡藤村の洞禅院を開山している。
天正2年(1574年)、武田勝頼の東濃侵攻の際に兵火により焼失したため、現在地に移転し再建されたと伝えられている。
武田勝頼の東濃侵攻により、土岐氏所縁の光善寺や定林寺も焼かれて廃寺の憂き目に遭っており、その際に土岐頼貞などの土岐氏の位牌が当寺に移されている。
八世住持の體巌雲恕は、慶長元年（1596年）、恵那郡大井村の長国寺を中興し、その後は岩村城下の盛巌寺の三世となり、馬場山田村に盛久寺を開山した。 
享和元年（1801年）に建立された山門は銅板葺きの巨大なもので、瑞浪市の文化財となっている。

## 寺宝

### 聖観世音菩薩
本尊の聖観世音菩薩は、檜材の寄木造り、玉眼の坐像である。
像の底の墨書銘によると、南北朝時代の文和5年（1356年）に造られたことがわかる。　
定林寺を開基した土岐頼貞の亡き後に、開元院の本尊仏として安置されたもので、岐阜県の文化財に指定されている。

### 絹本著色 月泉性印和尚 頂相図
月泉性印和尚 頂相図は、土岐頼元が月泉正印の像を画いて、七回忌の文明8年(1476年)に、二世の盛禅洞奭が賛文を書いて納めたもので非公開となっており、瑞浪市の重要文化財に指定されている。
上部に書かれた賛文からは文明丙申に土岐頼元により描かれたことが知られ、幕末に刊行された『新撰美濃志』にも「開山像ハ土岐頼元の画にて、住持洞奭和尚の賛あり」と記されている。
この頂相図は縦120cm、横40cmの軸装で、絹の布に描かれている。
なお、この頂相図は平成2年(1990年)に修理されたが、賛文の不明の文字は欠字のまま修復されている。

### 開元院　駕籠
江戸時代後期の作で、主として武家が使用した権門駕籠であり、祖先・主家の供養等の事由でゆかりの寺に寄進されたものと言われている。土岐氏の家紋（桔梗）の装飾金具があり工法が大変に優れており、瑞浪市の重要文化財に指定されている。

### 鷹絵
土岐頼元の筆による鷹絵が伝わっている。

### 山門
亨和元年（1801年）建立。東大寺南大門と同形式であり、瑞浪市の重要文化財に指定されている。

## 関連寺院

### 塔頭
創建当時、開元院を開山した月泉性印を慕って集う求道僧多く、特に五哲と称せられた愛弟子が境内にそれぞれ庵（塔頭）を開き、親寺である開元院を護持した。
- 地蔵庵　　盛禅洞奭（第一弟子・開元寺二世・福厳寺を開山）
- 幸福庵　　周牧三鼎（第二弟子）
- 三陽庵　　龍宗徳水（第三弟子）
- 圭田庵　　玄正慈園（第四弟子）
- 東光庵　　乾山自亨（第五弟子）

### 本寺
- 福厳寺 (小牧市)

### 末寺
- 慈照寺 (瑞浪市)
- 増福寺 (瑞浪市)
- 福寿寺 (瑞浪市)
- 洞雲寺 (岐阜県白川町)
- 洞禅院 (恵那市)
- 妙仙寺 (恵那市)
- 長国寺 (恵那市)
- 自法寺 (恵那市)
- 盛久寺 (恵那市)
- 盛巌寺 (恵那市)
- 宗久寺 (恵那市)
- 普門寺 (恵那市)
- 林昌寺 (恵那市)
- 萬光寺 (恵那市)
- 円頂寺(恵那市)
- 玉泉寺 (恵那市)
- 黄梅院 (恵那市)
- 法禅寺 (中津川市)
- 源長寺 (中津川市)
- 福昌寺 (中津川市)
- 宗泉寺 (中津川市)
- 東圓寺 (中津川市)
- 宗泉寺 (中津川市)
- 萬嶽寺 (中津川市)

## 関連リンク
- 開元院山門　瑞浪市役所
- 絹本著色月泉性印和尚頂相図　瑞浪市役所
- 観世音菩薩坐像　岐阜県ホームページ